# Železniční most (Ústí nad Labem)
Železniční most je jeden ze tří mostů spojujících břehy řeky Labe v Ústí nad Labem. Most spojuje městskou část Střekov na pravém břehu s centrem města na levém břehu. Je dvojkolejný, tvořený dvěma samostatnými mosty o třech příhradových polích na společných pilířích; na levém břehu na něj bezprostředně navazuje železobetonová estakáda přes dvě silniční komunikace a železniční trať Praha–Děčín, na pravém břehu pak železobetonové přemostění přes místní komunikaci. Po mostě je vedena vlaková doprava mezi železničními stanicemi Ústí nad Labem-Střekov a Ústí nad Labem-západ. Pod mostem prochází plavební dráha.
Původně stál vedle dnešního mostu silniční a železniční most z let 1871–1872, vybudovaný Rakouskou severozápadní drahou. Byl dvoupatrový (horním patrem vedla železnice, dolním silnice a cesta pro pěší). V roce 1945 byl poškozen, když došlo k náletu na město a roku 1958 odstraněn. V polovině 50. let byl vedle původního mostu postaven most současný, určený kromě železnice i pro pěší. Lávky pro pěší byly původně dvě, ta na straně proti vodě byla při povodni roku 2002 preventivně odstraněna, ale už neobnovena.